# Hans-Jürgen Wallbrecht
Hans-Jürgen Wallbrecht (ur. 8 sierpnia 1943 w Neubrandenburgu, zm. 7 grudnia 1970) – niemiecki wioślarz reprezentujący RFN, srebrny medalista olimpijski.

## Kariera
Wystąpił na igrzyskach olimpijskich w Tokio w 1964, gdzie Wspólna Reprezentacja Niemiec w składzie: Klaus Aeffke, Klaus Bittner, Karl-Heinrich von Groddeck, Hans-Jürgen Wallbrecht, Klaus Behrens, Jürgen Schröder, Jürgen Plagemann, Horst Meyer i Thomas Ahrens zdobyła srebrny medal w ósemkach. W wyścigu finałowym o 5,06 sekundy przegrali z osadą USA, a o 1,82 sekundy wyprzedzili osadę Czechosłowacji. Był to jego jedyny start olimpijski.
W tej samej konkurencji zdobył złoty medal na mistrzostwach świata w Lucernie w 1962. 
Ponadto zwyciężał w ósemkach na mistrzostwach Europy w Kopenhadze (1963), mistrzostwach Europy w Amsterdamie(1964) i mistrzostwach Europy w Duisburgu(1965).
Kilkukrotnie zdobywał mistrzostwo kraju: w ósemkach w latach 1962-1965 i w czwórkach bez sternika w 1963. W 1963 został odznaczony Srebrnym Liściem Laurowym, najwyższym sportowym odznaczeniem państwowym.